# Legătură dublă
În chimie, o legătură dublă este o legătură chimică dintre două elemente chimice care presupune punerea în comun a doi electroni de legătură. Cea mai răspândită legătură dublă este cea întâlnită în molecula alchenelor. Pot exista mai multe tipuri de legături duble între două elemente diferite. De exemplu, într-o grupare carbonil, ea este între un atom de carbon și unul de oxigen. Alte legături duble sunt întâlnite în compușii azo (N=N), imine (C=N) și sulfoxizi (S=O). Într-o formulă structurală, legătura dublă este reprezentată prin două linii paralele (=) care conectează cei doi atomi.  Legătura dublă a fost introdusă prima dată în notațiile chimice de către chimistul rus Aleksandr Butlerov.

## Exemple
| Compuși chimici cu legături duble  |                                    |                                          |                                |
|                                    |                                    |                                          |                                |
| EtilenăLegătură dublăcarbon-carbon | AcetonăLegătură dublăcarbon-oxigen | DimetilsulfoxidLegătură dublăsulf-oxigen | DiazenăLegătură dublăazot-azot |